# FC 로잔 스포르
FC 로잔 스포르 (FC Lausanne-Sport)는 스위스 로잔의 축구 클럽 팀으로, 현재 스위스의 1부 리그인 스위스 슈퍼리그에서 활동하고 있다. 홈구장은 스타드 올랭피크 드 라 퐁테즈이며 7번의 슈퍼리그 우승과 9번의 스위스컵 우승 기록을 가지고 있다.

## 우승 경력
- 스위스 슈퍼 리그: 우승 7회 (1912–13, 1931–32, 1934–35, 1935–36, 1943–44, 1950–51, 1964–65)
- 스위스 챌린지리그: 우승 1회 (2010-11)
- 스위스컵: 우승 9회 (1935, 1939, 1944, 1950, 1962, 1964, 1981, 1998, 1999)
- 1.리가 : 우승 1회 (2004-05)
- 2.리가 : 우승 1회 (2003-2004)

## 선수 명단

### 현역
참고: FIFA 자격 규정에 따라 소속된 국가대표팀 국기를 표시합니다. 선수는 복수의 FIFA 비회원국 국적을 가지고 있을 수 있습니다.
| 번호 | 포지션 | 국적   | 이름                |
| ---- | ------ | ------ | ------------------- |
| 5    | MF     |        | 코바 코인드레디     |
| 9    | FW     | 세네갈 | 마마두 칼리 세네    |
| 19   | DF     |        | 마빈 세나야         |
| 23   | FW     |        | 콘라드 데 라 푸엔테 |
| 39   | FW     |        | 파브리시오 오비에도 |

| 번호 | 포지션 | 국적 | 이름        |
| ---- | ------ | ---- | ----------- |
| 70   | FW     | 기니 | 알리우 발데 |
| 92   | FW     |      | 테디 오쿠   |

## 역대 감독
| 감독                  | 임기        |
| --------------------- | ----------- |
| 카를 라판             | 1964 ~ 1968 |
| 미로슬라브 블라제비치 | 1976 ~ 1979 |
| 알랭 가이거           | 2006        |
| 뤼도빅 마냉           | 2022 ~      |